# Краузе, Иероним Иванович
Иерони́м Ива́нович Кра́узе (также — Карл Иероним Теодор Краузе, нем. Karl Hironim Teodor Krause; 1845—1909) — российский исследователь природных ресурсов, медик, ботаник, зачинатель медицинской традиции, видный общественный деятель.

## Биография
Согласно Келмчевской евангелической церковной книге прусский подданный Карл Иероним Теодор Краузе родился 19 января 1845 года в Литве — в селении Цытовяну Россиенского уезда Ковенской губернии в семье кузнеца Иогана Краузе и Эмы, урождённой Франк.
В 1855—1860 годах И. Краузе учился в Ковенской гимназии. Родным языком И. Краузе был немецкий. Его знания по закону Божьему, русскому языку, арифметике, физике, естественной истории, латинскому языку, черчению и чистописанию были оценены на «хорошо»; как «достаточное» оценили его познания по всеобщей истории и географии, алгебре и геометрии, а также французскому языку.
С сентября 1862 года И. Краузе стал учеником Ново-Мясницкой вольной аптеки Франца Кельчевского в Москве на Моховой. Параллельно работе в аптеке, в 1864—1865 годах Краузе посещал школу Московского фармацевтического общества, а осенью 1865 года после испытаний в Московском университете получил звание аптекарского помощника, что позволило ему в 1866 году поступить лаборантом в аптеку Карла Келлера на Старо-Мясницкой улице. В 1868 году он получил звание провизора.
И. Краузе увлекался ботаникой, и был известен своим собранным им гербарием московской флоры. В 1868 году за работу о медоносных растениях Иероним Краузе был награждён Большой серебряной медалью Императорского Русского общества акклиматизации растений и животных. В 1869 году Краузе был избран действительным членом Императорского Общества любителей естествознания, антропологии и этнографии при Московском университете (ИОЛЕАЭ).
Будучи студентом университета, И. И. Краузе был привлечен купцом М. А. Хлудовым к изучению производительных сил Русского Туркестана, в том числе и к исследованию открытого в Кокандском ханстве нефтяных месторождений («Майли-сай») близ Намангана.
Работа И. Краузе показалась чем-то подозрительной местным властям, поэтому его арестовали и как ханского пленника около полугода продержали в горном кишлаке. Благодаря вмешательству туркестанского генерал-губернатора К. П. фон Кауфмана И. Краузе был из плена освобожден.
В 1870 году в Туркестан прибыл Иероним Краузе и начинает работать аптекарем в Туркестанском крае, собирал и изучал полезные растения региона.
С его именем связано появление в крае первого кинематографа.
В 1871 году Туркестанский отдел ИОЛЕАЭ по предложению Краузе решил устроить в Ташкенте «опытный сад для разведки местных дикорастущих растений, которые могли бы войти в садоводство или составляли бы интерес для ботанических садов» . Такой акклиматизационный сад был заложен на одном из участков при доме самого генерал-губернатора, где стараниями Краузе посадили около 300 видов дикорастущих растений с гор и других мест, большая часть которых принялась и стала гордостью хозяина. Парк этот хорошо известен ташкентцам — он до сих пор находится на левом берегу Анхора, прямо за зданием Сената Олий Мажлиса, перед мостом через канал.
По поручению генерал-губернатора, которому в 1871 году было присвоено почётное звание председателя Туркестанского отдела ИОЛЕАЭ, Краузе в 1871—1872 годах занимался собиранием коллекций для Туркестанского отдела первой Московской политехнической выставки (1872) и участвовал в составлении его каталога, за что в августе 1872 года был удостоен Большой золотой и серебряной медалями ИОЛЕАЭ.
В качестве ботаника И. И. Краузе принимал участие в русском походе 1873 года на Хиву, который осуществлялся под общим командованием туркестанского генерал-губернатора, генерала К. П. Кауфмана.
Этот исторический факт нашёл отражение в Энциклопедическом словаре Брокгауза и Ефрона в разделе «Азия, материк», а именно «…По случаю русского похода в Хиву 1873 весьма много было сделано для ближайшего знакомства с пройденными местами А. Л. Куном, которого сопровождали зоолог Богданов и ботаник Краузе, Скобелевым (в Усть-Урте и в туркменской степи), Каульбарсом (в дельте Амударьи и старом русле Оксуса), Стебницким и Сиверсом; далее, Бакером и Кене-Гиллем в области между Сеистаном и Каспийским морем; Гольдшмидом, Поллоком, Бланфордом и Белльо в пограничных областях Персии и Белуджистана….».
И. И. Краузе открыл в Ташкенте ряд аптек. Так Соборная аптека (ныне ул. Сайилгох), была открыта 25 января 1880 года, Махрамская аптека (угол проспектов Ш.Рашидова и Узбекистанского) была открыта 1 ноября 1905 года, после 1917 года эта аптека стала Центральной аптекой города.
И. И. Краузе, помимо предпринимательской деятельности, был организатором первой краевой химической лаборатории в Ташкенте для проверки санитарных норм в производимой продукции.
В числе наиболее дальновидных европейских медиков, стремившихся, не ломая коренным образом устои местной медицины, выделять из опыта народной медицины рациональное зерно, И. И. Краузе изучал и обобщал опыт местной народной медицины Туркестана. Он постоянно общался с местными туземными врачами — табибами, собирая и используя их опыт в своей фармацевтической практике.
И. И. Краузе умер 8 августа (21 августа по Новому стилю) 1909 года и был похоронен на Боткинском кладбище в городе Ташкенте.

### Общественная, предпринимательская и благотворительная деятельность
Коллеги отметили неустанную деятельность Краузе избранием его действительным членом Петербургского и почетным членом Московского фармацевтических обществ.
И. И. Краузе безвозмездно помогал медикаментами на крупные суммы ташкентскому детскому приюту, а кроме того в разное время был гласным Ташкентской городской думы, попечителем городской больницы, членом общества «Патронат», одним из директоров Сыр-Дарьинского областного попечительского комитета о тюрьмах, основателем детского сада фребелевского типа, активным участником музыкального общества, членом правления Ташкентского отделения Общества востоковедения и одним из инициаторов создания Туркестанского отдела Российского общества садоводства и т. д.
В 1872 году И. И. Краузе основал первый маслобойный завод европейского типа в Туркестане, дававший в год до 30 тысяч пудов хлопкового масла и наладил его экспорт во внутренние губернии. Оно использовалось в консервной промышленности; часть его шла на производство олифы и мыла. Краузе выпускал масло ореховое, кунжутное, маковое, подсолнечное, льняное и даже — дынное.
И. И. Краузе участвовал в работе Туркестанского кружка любителей археологии, работал на раскопках на Тойтепе в конце 90-х годов XIX века, а также являлся одним из инициаторов создания музея в Ташкенте, передал в музей многие свои личные коллекции.
В октябре 1877 году на общем собрании лютеран Ташкента был избран церковный Совет Ташкентской евангелическо-лютеранской общины. По инициативе Оренбургского евангелическо-лютеранского проповедника К. Г. Фрюауфа в этот Совет вошли: надворный советник Р. П. Пфеннинг, коллежский асессор В. Лойтнер, почетный гражданин И. И. Краузе, купец 2-й гильдии почетный гражданин М. Р. Келлер. Президентом Совета стал статский советник, чиновник по дипломатической части, уважаемый в Ташкенте и в среднеазиатских ханствах А. А. Вейнсберг. В 1899 году на деньги И. И. Краузе по проекту архитектора А. Л. Бенуа лютеране Ташкента построили кирху, которая функционирует и по настоящее время.
В 1878 году в Ташкенте введено в действие положение о местном самоуправлении, была создана городская дума, и в городской управе служили: А. А. Гитнер, И. И. Краузе, Ф. П. Литер, Э. Э. Марген-рот, Г. М. Гейслер, B.C. Гейцельман.
В 1892 году Туркестанский отдел Российского общества садоводства высоко оценил заслуги И. И. Краузе в области прикладного растениеводства в Туркестане.
Научные заслуги Краузе-ботаника высоко были оценились современниками: по инициативе русских и иностранных ученых его именем были названы обнаруженные им некоторые новые виды туркестанской флоры (Cousinia krauseana, Festuca krausei, Conerelvus krauseanus, Tulipa krauseana и ряд других).
Другим важным направлением исследований природных ресурсов Туркестанского края стало для Краузе изучение минеральных источников.
Множество немецких имен можно найти среди тех, кто стоял у истоков разработки и добычи нефти в Туркестане, в том числе и И. И. Краузе.
В знаменитом ташкентском дворце великого князя Николая Константиновича И. И. Краузе разбил прекрасный сад.
В 1905 г. краевая общественность торжественно отметила 35-летие пребывания И. Краузе в Ташкенте. Он был назван в публикациях «одним из достойнейших туркестанцев».
И. И. Краузе принимал активное участие в создании Туркестанского сельскохозяйственного общества и в Туркестанской юбилейной выставки 1909 года. Современниками отмечалось высокое качество представленных И. И. Краузе на выставке масел, особенно: орехового, хлопкового, абрикосового (из косточек) и миндального.

## Награды
- Орден святого Станислава 3 степени с мечами за отличие в Хивинском походе в делах с неприятелем 1873;
- Орден святой Анны 3 степени за особые труды во время заведования городской аптекой;
- Орден святого Станислава 2 Степени за труды засвидетельствованные Министерством Государственного Имущества;
- Орден святой Анны 2 степени за труды по тюремному ведомству;
- Орден святого Владимира 4 степени за полезные труды и отличия на сельскохозяйственном поприще;
- Орден Золотой Бухарской восходящей звезды за содействие по устройству Бухарского отдела на юбилейной выставке в г. Ташкент в 1890 году;
- Большой именной медалью от Императорского общества любителей естествознания, антропологии и этнографии при Московском университете за ученые заслуги;
- Большой серебряной медалью Президента Грейга за ряд сделанных полезных сообщений в общих собраниях «Туркестанского отдела Императорского Российского общества Любителей Садоводчества»;
- Медаль «За Хивинский поход»;
- Серебряная медаль «За походы в Средней Азии 1853—1895 гг.»;
- Большой золотой медалью за труды по устройству Политехнической выставки в Москве;
- Большой серебряной медалью за труды по устройству Политехнической выставки в Москве;
- Медаль «В память коронации Императора Николая II»;
- Медаль «За труды по первой всеобщей переписи населения»;
- Знак Общества Красного креста.

Более того были присуждены на различных выставках за экспонаты:
2 Почетных отзыва;
2 Большие золотые медали;
5 Малых золотых медалей;
11 Больших серебряных медалей;
12 Малых серебряных медалей;
10 Бронзовых медалей и 6 Похвальных грамот.
И. И. Краузе имел чин Статского советника.
После смерти ему был установлен в Ташкенте памятник.

## Семья
Жена:
- Екатерина Матвеевна Краузе (Халина).

Екатерина Матвеевна Краузе в течение ряда лет возглавляла Ташкентский отдел Туркестанского благотворительного товарищества, в котором работала вместе с Ф. М. Керенским — главным инспектором народных училищ Туркестанского края.
Дети:
- Борис Иеронимович Краузе (27 апреля 1879 — ?);
- Сергей Иеронимович Краузе (03 сентября 1884—1938) (расстрелян в марте — апреле, похоронен в Ленинграде)[22];
- Надежда Иеронимовна Краузе (02 сентября 1881 — ?);
- Нина Иеронимовна Краузе (20 января 1886 — ?);
- Николай Иеронимович Краузе (03 июля 1887 — 13 февраля 1950) — известный хирург, преподаватель, профессор (похоронен в Саратове);
- Вера Иеронимовна Коротова (Краузе) (20 апреля 1893 — ?).

## Названы в честь Краузе
- Bromus krausei Regel
- Carex krausei Boeck — Осока Краузе
- Conerelvus krauseanus
- Cousinia krauseana Regel & Schmalh. — Кузиния Краузе
- Festuca krausei
- Tulipa krauseana Regel — Тюльпан Краузе
- Conyza krauseana
- Consonia krauseana
- Eremostachys krauseana
- Convulvus krauseanus
- Populus krausei

и многие другие

## Печатные труды
- Каталог Туркестанского отдела Политехнической выставки / Сост. М. И. Бродовским, Д. Л. Ивановым, И. И. Краузе, А. П. Федченко, О. А. Федченко. М. : Унив. тип., 1872
- Краузе И. И. Туземные и русские маслобойные заводы в Ташкенте. //Русский Туркестан. -Вып.2. Статьи по этнографии, технике, сельскому хозяйству и естественной истории. /Под ред. В. Н. Троцкого. — М. 1872. — С. 203—204.
- Краузе И. И. Заметки о красильном искусстве туземцев // Русский Туркестан. Ташкент, 1872. Вып. 2.
- Краузе И. И. О косметических средствах туземцев Туркестанского края, 1873
- Краузе И. И. О нефтяных источниках близ Намангана в Кокандском ханстве // Русский Туркестан: Сборник, изданный по поводу Политехнической выставки / Под ред. Н. А. Маева и В. Н. Троцкого. Вып. 2. М.; СПб, 1872 (далее — РТ); Туркестанский сборник сочинений и статей, относящихся до Средней Азии вообще Туркестанского края в особенности / Сост. В. И. Межов. Т. 57. С. 179—182; Т. 60. С. 441—446 .
- Доклад Краузе Заметки о медицинских и некоторых промышленных растениях в Средней Азии (Научные общества Туркестана. С. 94).
- Краузе И. И. Заметки о винокуренном производстве в Ташкенте (Т. 81. С. 161).
- Краузе И. И. О хивинском земледелии, — ИИРГО, т. X, 1874, № 1, стр. 40 — 46.